# Fakulteta političnih znanosti v Zagrebu
Koordinati:   45°48′28″N, 15°59′35″E
Fakulteta političnih znanosti (izvirno hrvaško Fakultet političkih znanosti u Zagrebu), s sedežem v Zagrebu, je fakulteta, ki je članica Univerze v Zagrebu.